# Большое Нижнее (Псковская область)
Большое Нижнее  — опустевшая нежилая деревня в Себежском районе Псковской области России. Входит в состав городского поселения Идрица. Фактически урочище.

## География
Находится на юго-западе региона, в северо-восточной части района, в лесной местности к востоку от деревни Погорелово, около озера Малое Ниженское и деревни Малое Нижнее.
Уличная сеть не развита.

## История
В 1941—1944 гг. местность находилась под фашистской оккупацией войсками Гитлеровской Германии.
До 1995 года деревня входила в Максютинский сельсовет. Постановлением Псковского областного Собрания депутатов от 26 января 1995 года все сельсоветы в Псковской области были переименованы в волости и деревня стала частью Максютинской волости.
В 2015 году Максютинская волость, вместе с Большое Нижнее и другими населёнными пунктами, была влита в состав городского поселения Идрица.

## Население
| 2001 | 2002 | 2010 |
| ---- | ---- | ---- |
| 1    | ↘0   | →0   |

## Инфраструктура
Было личное подсобное хозяйство.

## Транспорт
Деревня доступна по просёлочным дорогам.